# Los Andes (Cile)
Los Andes è un comune del Cile capoluogo della provincia di Los Andes nella Regione di Valparaíso. Al censimento del 2002 possedeva una popolazione di 60.198 abitanti.

## Società

### Evoluzione demografica
| Censimento del 1992 | Censimento del 2002 |
| 49.747 ab.          | 60.198 ab.          |